# Freescale DragonBall

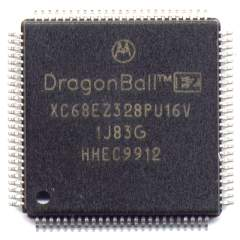
Motorola DragonBall EZ mikroprocesszor

A Motorola ill. Freescale Semiconductor DragonBall nevű processzora, amely MC68328 jelöléssel is ismert, egy a Motorola híres 68000-es processzorcsaládján alapuló mikrovezérlő-kialakítás, amelyet kifejezetten kéziszámítógépekben történő felhasználásra terveztek, az alacsony fogyasztást és a minden összetevőt tartalmazó all-in-one kialakítást megcélozva.
A processzort a Motorola hongkongi részlegében tervezték 1995-ben.
A DragonBall processzorokat a Palm Computing platform korai eszközeiben használták fel, ezeket azonban a Palm OS 5-től kezdve Texas Instruments és Intel gyártmányú ARM-alapú processzorok váltották fel. A processzort beépítették még az AlphaSmart hordozható szövegszerkesztő-sorozatba is, ilyenek pl. az Alphasmart Dana és Alphasmart Dana Wireless eszközök (hordozható, LCD-képernyővel és billentyűzettel ellátott mobil számítógépek, az oktatásban használták őket, jegyzetelésre alkalmas eszközként).
Az alap 68328 és a DragonBall EZ (MC68EZ328) processzormodell órajele elérhette a 16,58 MHz-et, maximális teljesítménye 2,7 MIPS.
A továbbfejlesztett DragonBall VZ (MC68VZ328) modell órajele már 33 MHz volt, teljesítménye 5,4 MIPS, a DragonBall Super VZ (MC68SZ328) modell órajele 66 MHz, teljesítménye 10,8 MIPS.
A processzorok 32 bitesek, belső és külső adatsínjeik 32 bitesek,
a címsínek 32 bitesek, kivéve az EZ és VZ modelleket, amelyeknél a külső címsínek 24 bitesek.
Sok beépített funkcióval rendelkeznek, melyek között megtalálható a színes és monokróm kijelző-vezérlő (display controller), hangszóró vezérlő, soros port UART és IRDA támogatással, UART indítókód támogatás (bootstrap), valós idejű óra, közvetlen DRAM, Flash ROM és maszk ROM elérés és beépített érintőképernyő-vezérlő.
A processzorok gyakorlatilag system-on-chip eszközök ill. egylapkás számítógépek, amelyek jelentős méretcsökkenést tettek lehetővé az őket felhasználó eszközökben: a DragonBall EZ megjelenése előtt a Palm kéziszámítógépek kétszer annyi integrált áramkört tartalmaztak.

## DragonBall MX

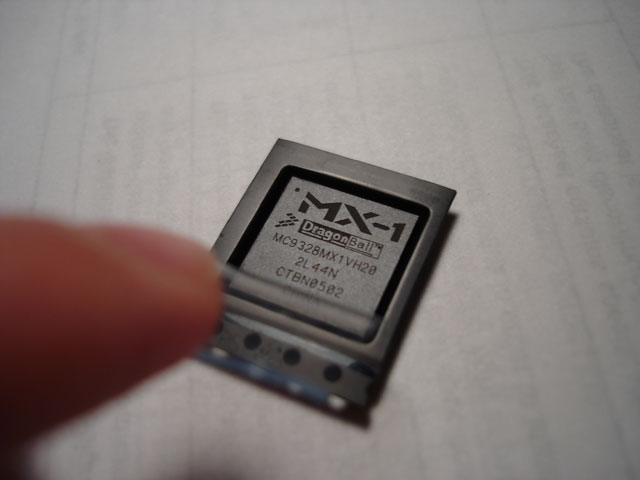
FreeScale DragonBall MX-1 mikroprocesszor (BGA tokozásban)

Az újabb DragonBall MX mikrovezérlő-család, amely a MC9328MX vagy MCIMX jelölést kapta és gyakran egyszerűen Freescale i.MX néven említik, hasonló felhasználási területet céloz, mint a korábbi DragonBall eszközök, azonban a processzorok 68000-es mag helyett már ARM architektúrájú processzorokat, konkrétan ARM9 vagy ARM11 típusú magot tartalmaznak.

## Fordítás
- Ez a szócikk részben vagy egészben  a   Freescale DragonBall című angol Wikipédia-szócikk ezen változatának fordításán alapul.  Az eredeti cikk szerkesztőit annak laptörténete sorolja fel. Ez a jelzés csupán a megfogalmazás eredetét és a szerzői jogokat jelzi, nem szolgál a cikkben szereplő információk forrásmegjelöléseként.